# Garcinia rhynchophylla
Garcinia rhynchophylla är en tvåhjärtbladig växtart som beskrevs av Albert Charles Smith. Garcinia rhynchophylla ingår i släktet Garcinia och familjen Clusiaceae. Inga underarter finns listade i Catalogue of Life.